# Бичкова Віра Семенівна
Бичкова Віра Семенівна (нар. 30 вересня 1899, Княжинці, Могилівська губернія, (нині Білорусь), Російська імперія — 4 червня 1990, Волгоград, РРФСР, СРСР) — радянська художниця, скульптор. Заслужений майстер народної творчості УРСР (1960).

## Життєпис
Віра Бичкова народилась в селі Княжинці Могилівської губернії, та згодом сім'я переїхала до Вільно (нині Вільнюс), Литва. Тут батько працював столоначальником Вільненського навчального округу. З 1909 по 1914 роки Віра навчалась в місцевому вищому жіночому училищі. Середню освіту здобула в приватній гімназії міста Могилева, Білорусь. Після закінчення викладала малювання в школах Могилева.
У 1924 році Бичкова вийшла заміж. Під час німецько-радянської війни працювала в евакуації. У 1945 році сім'я переїхала до міста Бар Вінницької області, де чоловіка Віри призначено головним бухгалтером машинобудівного заводу. І тут розпочав реалізовуватись аматорський потенціал митця Бичкової.
У 1953 році на Барському машинобудівному заводі відбулась виставка самодіяльних митців, де були представлені і визнані роботи Віри Бичкової. У цьому ж році вона закінчила курси при Вінницькому будинку народної творчості і активно розпочала займатись живописом, скульптурою та різьбою. З того часу була постійною учасницею районних, обласних виставок. В 1974 році учасниця всесоюзної виставки «Слава труду».
У 1960 році Вірі Бичковій одній із перших присвоєно звання Заслуженого майстра народної творчості Української РСР.
Останні роки життя провела у Волгограді у молодшої доньки Ніни. Померла Віра Бичкова 4 червня 1990 року.

## Творчість
Віра Бичкова створила понад дві сотні натюрмортів, етюдів та пейзажів; кілька десятків барельєфів, горельєфів та скульптур з дерева та гіпсу. У живописних творах зображувала краєвиди міста Бар та його околиць.
Станом на середину 70-х років в доробку майстрині було 39 скульптурних та 24 художніх роботи по дереву. В Барському краєзнавчому музеї знаходиться 33 роботи маслом, 10 акварелей та 14 скульптур.
Скульптурні портрети Віри Бичкової — М. Коцюбинського (1963), Т. Шевченка (1964), О. Пушкіна (1965); жанрові композиції — «Чабан» (1959), «Збір винограду» (1970).